# Henry Trujillo
Henry Trujillo (* 11. Januar 1965 in Mercedes, Uruguay) ist ein uruguayischer Schriftsteller.

## Leben
Trujillo, der seit 1981 in Montevideo lebt und einen Abschluss in Soziologie vorweisen kann, lehrt an der Universidad de la República. 1993 erschien sein erster Roman Torquator, für den er beim vom Verlag Ediciones de la Banda Oriental ausgerichteten Wettbewerb der Erzählkunst ebenso wie seitens der Fundación Lolita Ruibal im selben Jahr ausgezeichnet wurde. Torquador bildete später auch Grundlage des Drehbuchs des Aldo-Garay-Films La espera (2002). Drei Jahre später veröffentlichte er mit El vigilante seinen zweiten Roman, für den er seitens des Uruguayischen Bildungs- und Kulturministeriums den Dritten Preis erhielt. Ebenfalls 1996 waren seine Geschichten auch Teil der Anthologie La cara oculta de la luna. Es folgte 1998 Gato que aparece en la noche, das eine Zusammenfassung der beiden zuvor erschienenen Romane unter Hinzufügung dreier Kurzgeschichten darstellte. Auch griff der Sammelband 32 Narradores del Sur auf Werke Trujillos zurück. Mit La persecución publizierte er 1999 eine weitere Novelle. Im Jahr 2000 nahm Trujillo am in Perus Hauptstadt Lima ausgerichteten Literatur-Kongress La Literatura del Siglo XXI: hablan los jóvenes teil. Im Folgejahr die Geschichtssammlung El fuego y otros relatos. 2005 und 2007 veröffentlichte er mit Ojos de caballo und Tres buitres zwei weitere Romane. Trujillo arbeitete auch für die El País Cultural, eine Beilage der Zeitung El País. Sowohl dort als auch in La República und Graffiti wurden seine Kurzgeschichten ebenfalls gedruckt.

## Veröffentlichungen
- 1993: Torquator, Roman
- 1996: El vigilante, Roman
- 1998: Gato que aparece en la noche
- 1999: La persecución, Roman
- 2001: El fuego y otros relatos
- 2005: Ojos de caballo, Roman
- 2007: Tres buitres, Roman